# Tobias Asser
Pour les articles homonymes, voir Asser.
Tobias Asser, né le 28 avril 1838 à Amsterdam et mort le 29 juillet 1913 à La Haye, est un juriste néerlandais. Il partage le prix Nobel de la paix en 1911 avec Alfred Hermann Fried, pour ses travaux sur l'arbitrage international et la Cour permanente d'arbitrage.

## Biographie
Professeur à l'Athenaeum Illustre d'Amsterdam à partir de 1862, il est fait ministre d'État en 1904.
En considération de ses connaissances en droit, il est délégué à plusieurs conférences internationales, particulièrement celles relatives à la codification du droit international public et droit international privé. Il est partisan d'arbitrage comme solution des conflits internationaux.
Ses idées servent de base aux dispositions sur l'arbitrage qui ont été développées aux conférences de La Haye de 1899 et de 1907 et à la Conférence de la Haye de droit international privé.